# Лозовое (Павлодарская область)
Лозовое (каз. Лозовое) — село в Успенском районе Павлодарской области Казахстана. Село является административным центром Лозовского сельского округа. Расположено на берегу Осалодочного озера примерно в 48 км к северо-востоку от Успенки. Код КАТО — 556443100.

## История
В 1909 году сюда начали приезжать переселенцы (в основном из Полтавской и Черниговской губерний), первыми из которых были П. Перерва и Леонтий Максимец с семьями. Жилища строились из подручного материала — дёрна, самана, глины. Для приобретение сельхозинвентаря в Лозовом образовалось кредитное товарищество. В 1912 году в селе была построена земская школа первой ступени.
В 1929—1930 году в регионе начинается организация колхозов. Первым колхозом был «Гигант», в который входили сёла Богатырь, Екатеринославка, Лозовое, Весёлый Клин, Петровка, Карачилик, Каратай, Кузнецк. Председателем колхоза был избран С. А. Скачко. В последующем, колхоз разукрупнился и колхозу в Лозовом дали название «Красное знамя».
В 1947 году тракторная бригада под руководством Григория Филёва вспахала 2804 гектаров земли вместо запланированных 1742 гектаров, выполнив план на 161 %. В этом же году бригада собрала с участка площадью 152 гектаров по 22,1 центнеров зерновых. За эти достижения Филёв в 1948 году был удостоен звания Герой Социалистического Труда.

## Население
В 1985 году в Лозовом жили 1561 человек. В 1999 году население села составляло 1087 человек (524 мужчины и 563 женщины). По данным переписи 2009 года, в селе проживало 831 человек (396 мужчин и 435 женщин).